# IMO-nummer
Et IMO-nummer er International Maritime Organizations identifikations-system for skibe, som består af de tre bogstaver IMO efterfulgt af syv tal, der er unikt for skibet.
IMO-numrene tildeltes tidligere af Lloyd's Register, men nu af IHS Fairplay.
Indførelsen af IMO-nummer gennemførtes i 1987.

Målet var at hvert enkelt skib skulle tildeles et identifikationsnummer, indført i certifikatet, som skal følge skibet gennem hele dets livstid, også ved ombygning og skifte af navn, rederi eller national tilhørsforhold.
Samme IMO-nummer kan ikke udstedes til 2 forskellige skibe.
I SOLAS-regulativet XI/3 af 1994 blev der angivet at kriterierne for IMO-nummereringen skulle gælde for skruedrevne passagerskibe over 100 ton og handelsskibe over 300 ton.
Ordningen blev gjort obligatorisk den 1. januar 1996.

I december 2002, under en konference for maritim sikkerhed, blev det besluttet at indføre en regel om at identifikationsnummeret skal være permanent markeret et godt synlig sted på skibets skrog eller overbygning, og passagerskibe skal have det horisontalt placeret, så det er synligt fra luften.

## Undtagelser fra bestemmelserne
SOLAS-reguleringen angiver følgende undtagelser for skibstyper, som ikke skal have et IMO-identifikationsnummer:
- Fartøjer, som kun bruges til fiskeri.
- Fartøjer uden mekanisk fremdriftssystem.
- Lystbåde.
- Skibe i speciel tjeneste, for eksempel fyrskibe og SAR-skibe (Search and Rescue).
- Umotoriserede pramme.
- Hydrofoil- og luftpudebåde.
- Flydedokke og andre strukturer klassificeret på lignende måde.
- Krigs- og troppeskibe.
- Træskibe generelt.

## Eksterne links
Gratis IMO-søgning.
- http://marinetraffic.com
- http://maritime-connector.com/ships/ Arkiveret 20. september 2014 hos  Wayback Machine
- http://vesselfinder.com
- http://shipspotting.com
- http://imonumbers.lrfairplay.com Arkiveret 11. oktober 2007 hos  Wayback Machine (kræver gratis login)